# Jan Lammers (autocoureur)
Jan Lammers (Johannes Antonius Lammers, Zandvoort, 2 juni 1956) is een autocoureur uit Nederland die vooral bekend is geworden door zijn overwinning in de 24 uur van Le Mans in 1988 voor Silk Cut Jaguar. Daarnaast reed hij tussen 1979 en 1982 vier seizoenen in de Formule 1 voor Shadow, ATS, Ensign en Theodore. Daarna volgde een comeback met March in twee races in 1992, na een gat van wereldrecordlengte van tien jaar.
Lammers begon in de toerwagens, om in 1973 de jongste Nederlandse kampioen in de geschiedenis te worden en dat in 1976 te herhalen. Hij reed ook in de Europese Renault 5 Turbo Cup, waarin hij in 1983 en 1984 de Europese titels veroverde. Via de eenzitters zette hij zijn stappen op weg naar de Formule 1, onder meer door in 1978 de titel in het Europees kampioenschap Formule 3 voor zich op te eisen. Hij blijft de enige Nederlandse coureur die dat is gelukt. Op het hoogtepunt van zijn carrière in de Groep C greep Lammers de titel in het Japanse sportwagenkampioenschap van 1992.
Lammers reed daarnaast Formule Ford, Formule 2, IndyCar, F3000, Japans F3000, BTCC, BPR Global GT, FIA GT, European Le Mans Series, IMSA, American Le Mans Series, Grand-Am en Dakar. Verder deed hij gastoptredens in onder meer de Grand Prix Masters voor oud-F1-coureurs, de BMW M1 Procar Series, de Dutch Supercar Challenge, de 24 uur van Dubai, de Gulf 12 Hours, de VW Scirocco R-Cup en de Tulpenrallye.
Later in zijn carrière werd Lammers ook teameigenaar. Eerst richtte hij zijn eigen Formule Opel Lotus-team op, Vitaal Racing, dat in 1989 met Peter Kox de EFDA Opel Lotus Euroseries won. Daarna richtte hij Racing for Holland op, dat in 2001-2007 in de sportwagens actief was. Tussen 2005 en 2009 was hij teambaas van het Nederlandse A1 Grand Prix-team. Tijdens zijn Racing for Holland-periode combineerde Lammers race- en managementtaken en won hij in 2002 en 2003 het FIA Sportscar Championship.

## Vroege carrière

### Toerwagens

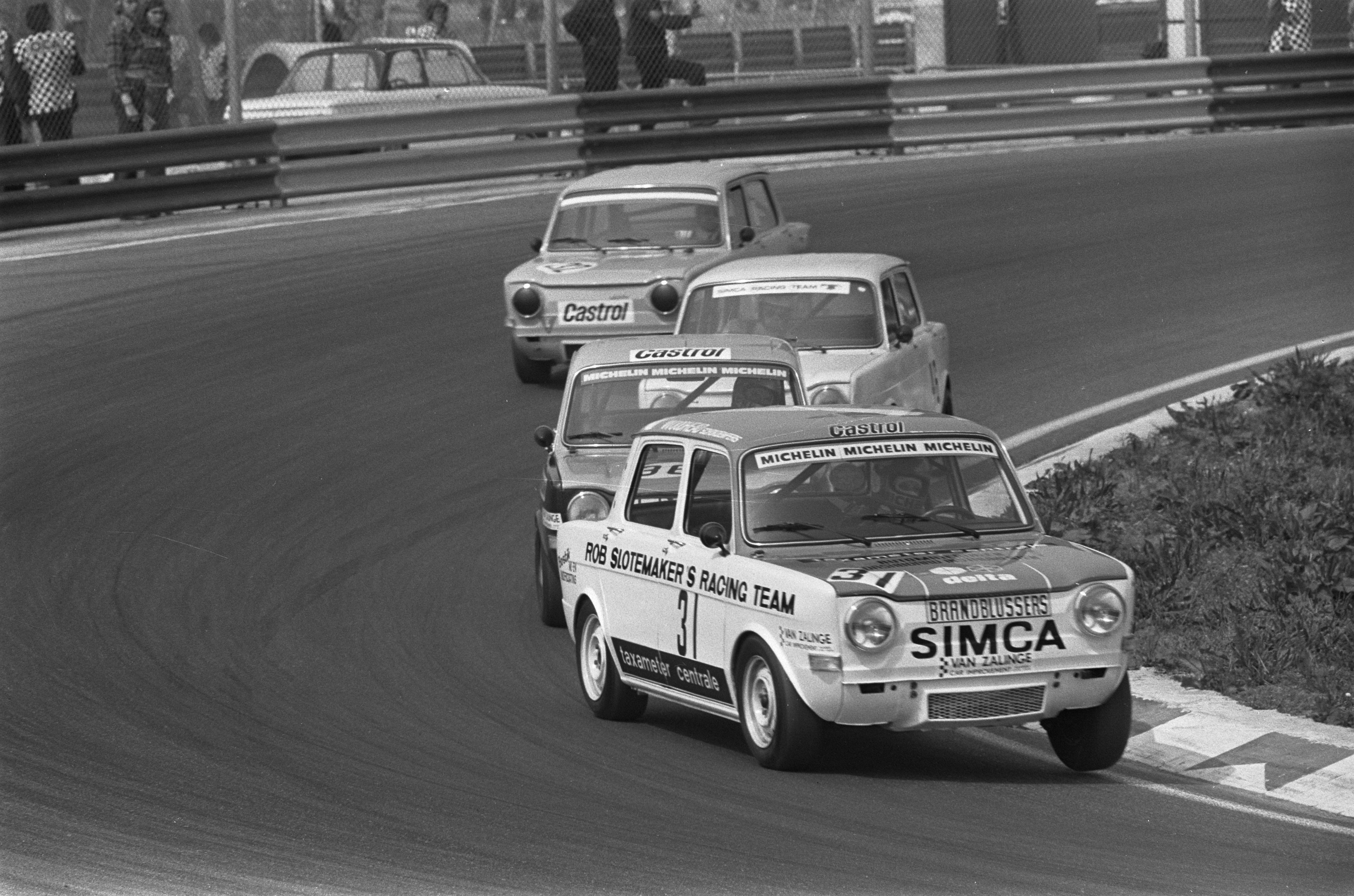
Lammers in de Simca op Zandvoort.

Lammers wordt geboren in Zandvoort en groeit op met het wassen van auto's op de nabijgelegen anti-slipschool van toerwagenlegende Rob Slotemaker. Aangemoedigd door Slotemaker begint de tiener met de bijnaam 'Jantje' klanten te demonstreren hoe je veilig met auto's kunt slippen. Slotemaker ziet zijn talent en zet hem in een Simca Rallye 2 voor de productieklasse Groep 1 7500-9000 gulden in het Nederlands toerwagenkampioenschap van 1973. Op 16-jarige leeftijd wint een jonge Lammers zijn allereerste autorace, om daarna meteen de titel te pakken. Zo wordt hij de jongste Nederlands toerwagenkampioen aller tijden.
Er volgen nog twee jaar in de Simca in een herziene klasse van 8.000-10.000 gulden. Lammers pakt nog vier overwinningen in 1974, maar loopt nipt een tweede titel mis. Overwinningen blijven uit in 1975, maar zijn naam is al gemaakt. In 1976 stapt hij over naar een Opel Kadett GT/E van het Dealer Team Holland om daarmee zijn tweede Nederlandse titel in de wacht te slepen.

## Op weg naar de Formule 1

### Formule Ford
Lammers combineert zijn toerwagencampagne van 1976 met een eerste seizoen in de Formule Ford, omdat hij zich al snel realiseert dat zijn toekomst in de eenzitters ligt. Met een Crosslé in het Benelux-, Duits en Europees kampioenschap verrast hij iedereen door bij zijn eerste race de pole te pakken, te winnen op de Jyllandring en Mengen en te schitteren in de kletsnatte finale van het Formula Ford Festival op Brands Hatch.

### Formule 3

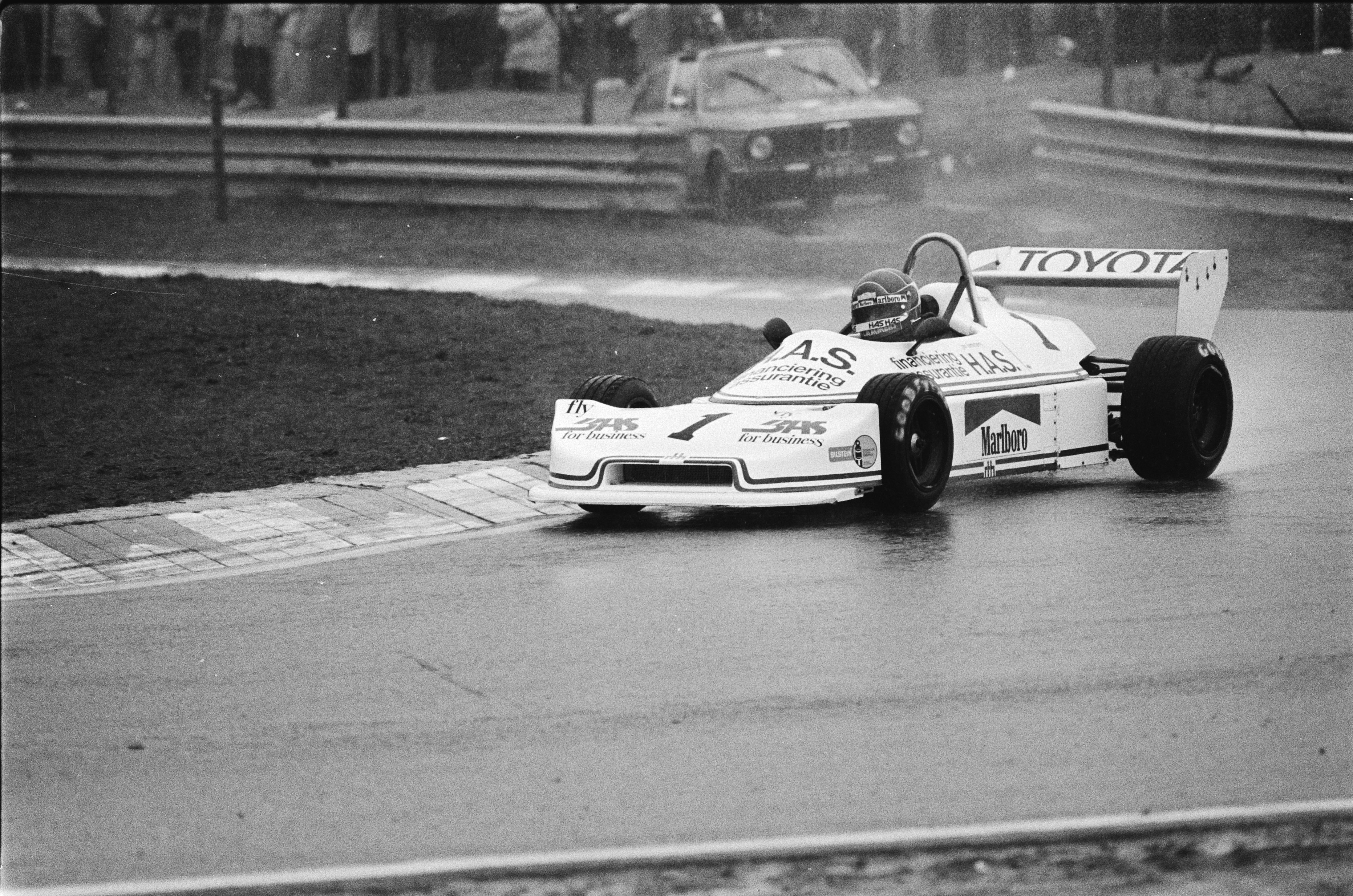
In de regen op Zandvoort in de Formule 3.

Een overstap met Hawke naar de Formule 3 in 1977 blijkt een valse start, want de Hawke blijkt niet opgewassen tegen de Marches en de Ralts. In 1978 stapt hij daarom over naar het Racing Team Holland van Alan Docking, met als teamgenoten de toekomstige Formule 1-coureur Huub Rothengatter en de latere Indy 500-winnaar Arie Luyendijk. Dit blijkt een verstandige zet, want Lammers wint in 1978 het Europees Formule 3-kampioenschap na een spannende strijd met de Zweed Anders Olofsson, terwijl hij rivalen van naam verslaat, zoals Alain Prost, Nelson Piquet en Nigel Mansell. Lammers verovert de titel door op Zandvoort, Magny-Cours, Karlskoga en in de beroemde Lotteria-race op Monza te winnen. Het toonaangevende Britse tijdschrift Autosport voorspelt destijds: "Het kan niet anders of dit wordt een wereldkampioen van de jaren tachtig."

### Formule 2
Ondanks een aanbod van het Formule 2-team van March besluit Lammers in 1979 meteen met Shadow overstap naar de Formule 1 te maken. Zijn enige Formule 2-optreden maakt hij in 1980 met een March-BMW, in zijn thuisrace op Zandvoort, waar hij liggend op de derde plaats uitvalt.

## Formule 1
Lammers verblijft vier seizoenen in de Formule 1, waarin hij met weinig competitieve auto’s aan de start verschijnt en in geen van zijn 41 optredens een WK-punt scoort. De Nederlander mist ternauwernood de kans om in 1982 bij Ferrari aan de slag te gaan als vervanger van Gilles Villeneuve, die eerder dat jaar op Zolder om het leven is gekomen. In plaats daarvan trekt Ferrari Patrick Tambay aan. 

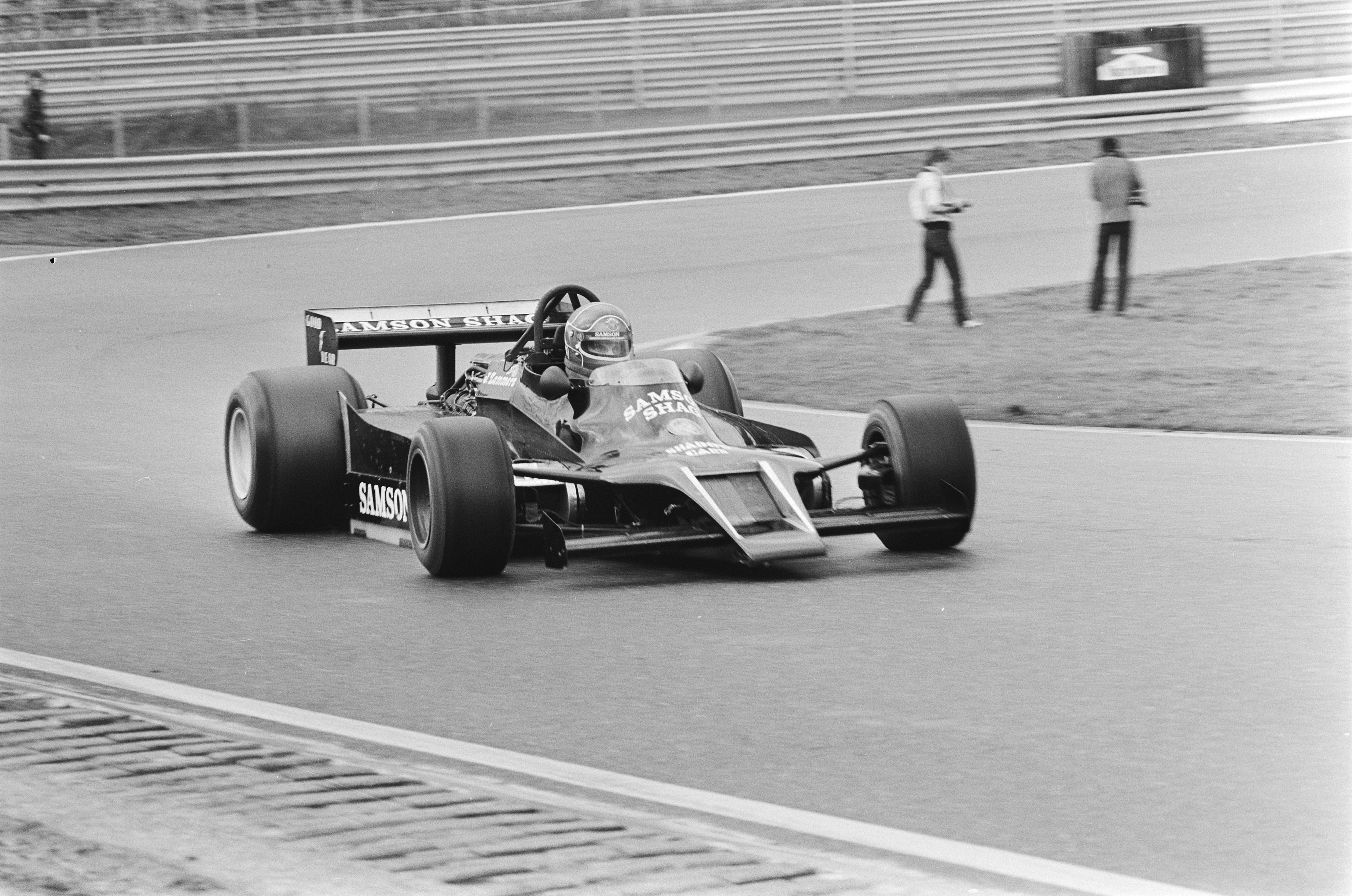
Tijdens de eerste presentatie van de Samson Shadow DN9B op Zandvoort.

In 1979 gaan Lammers en mede-debutant Elio De Angelis bij Shadow aan de bak, maar het team onder leiding van de Amerikaan Don Nichols is op sterven na dood en het duo slaagt er niet in om resultaten te boeken. Lammers' beste resultaat is een negende plaats in de Canadese GP. Colin Chapman nodigt beiden uit om te testen voor Lotus. Daarna wordt De Angelis aangetrokken voor het seizoen 1980, omdat Lammers niet wil wachten op Chapmans beslissing. In plaats daarvan besluit hij te tekenen voor het Duitse ATS-team. 

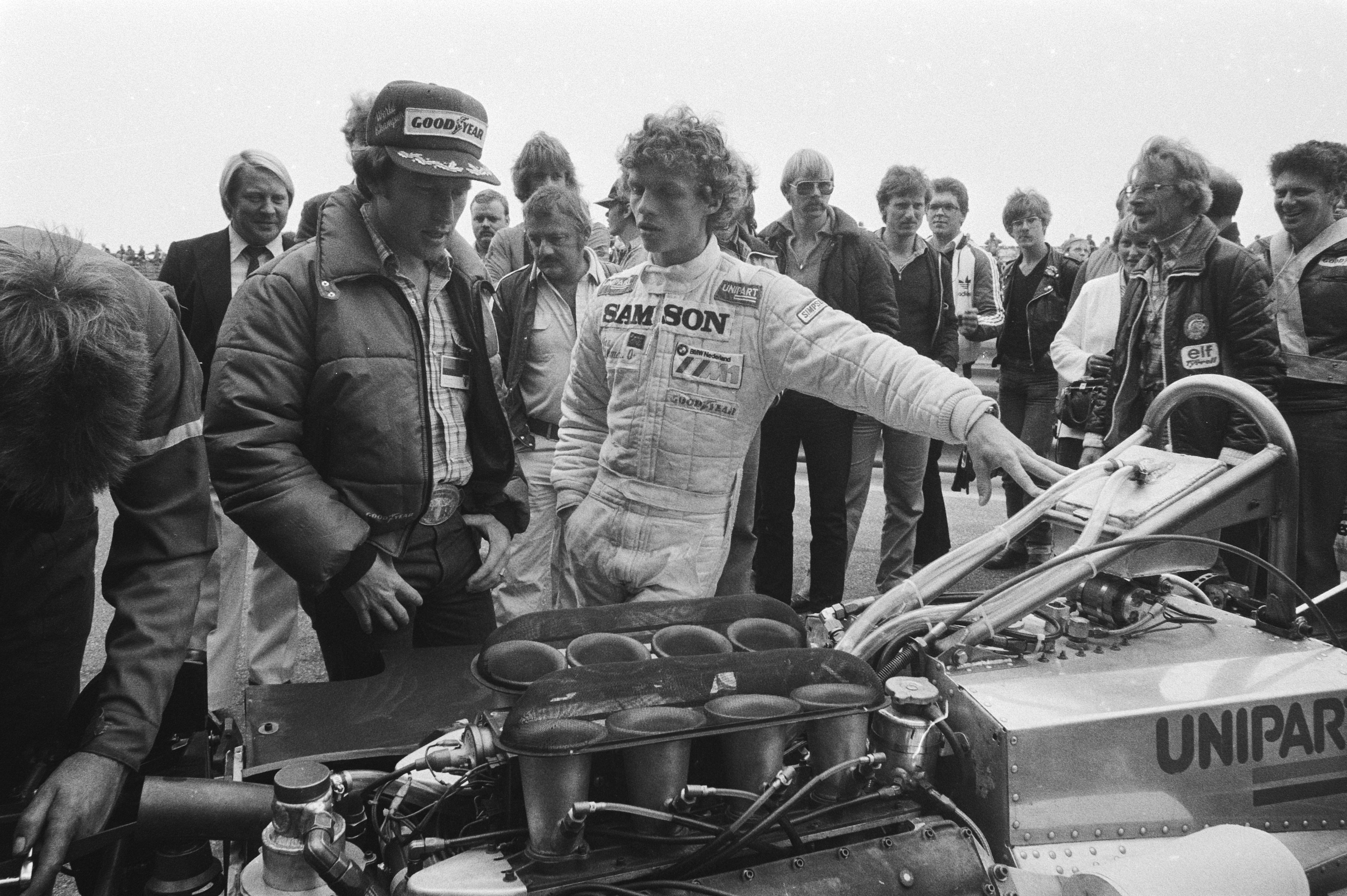
Met meervoudig 500cc-kampioen Kenny Roberts tijdens de GP van Nederland van 1980.

Ook dit team beschikt over weinig budget: het geeft Lammers voorlopig de oude D3 terwijl teamgenoot Marc Surer de nieuwe D4 debuteert. Maar als Surer zijn benen breekt bij een ongeluk, krijgt Lammers beschikking over de nieuwe D4. Hij kwalificeert zich meteen als vierde op Long Beach, maar de auto haalt het einde van de openingsronde niet. Dit blijft het hoogtepunt van Lammers’ F1-carrière. Andere opmerkelijke prestaties met ATS zijn zijn strijd met de Ferrari van Jody Scheckter op Zolder en zijn opgave op Jarama terwijl hij in de punten ligt. Als Surer terugkeert bij ATS, moet Lammers de wijk nemen naar Ensign. En terwijl zijn voormalige teamgenoot De Angelis een sterk seizoen bij Lotus voltooid, slaagt Lammers er meermaals niet in om de trage Ensign te kwalificeren.
Voor 1981 nodigt het team van Brabham Lammers uit voor een test met het oog om teamgenoot te worden van Nelson Piquet, maar teambaas Bernie Ecclestone kiest uiteindelijk voor de goed gefinancierde Mexicaan Hector Rebaque. Lammers keert terug bij ATS en blinkt uit in de controversiële Zuid-Afrikaanse GP in Kyalami, die niet meetelt voor het WK. Daarin vecht hij met De Angelis om de tweede plaats totdat remproblemen hem uit de strijd nemen. Wanneer de Zweed Slim Borgudd bij ATS aanklopt met een flinke zak geld van popgroep ABBA op zak, moet Lammers vertrekken. 

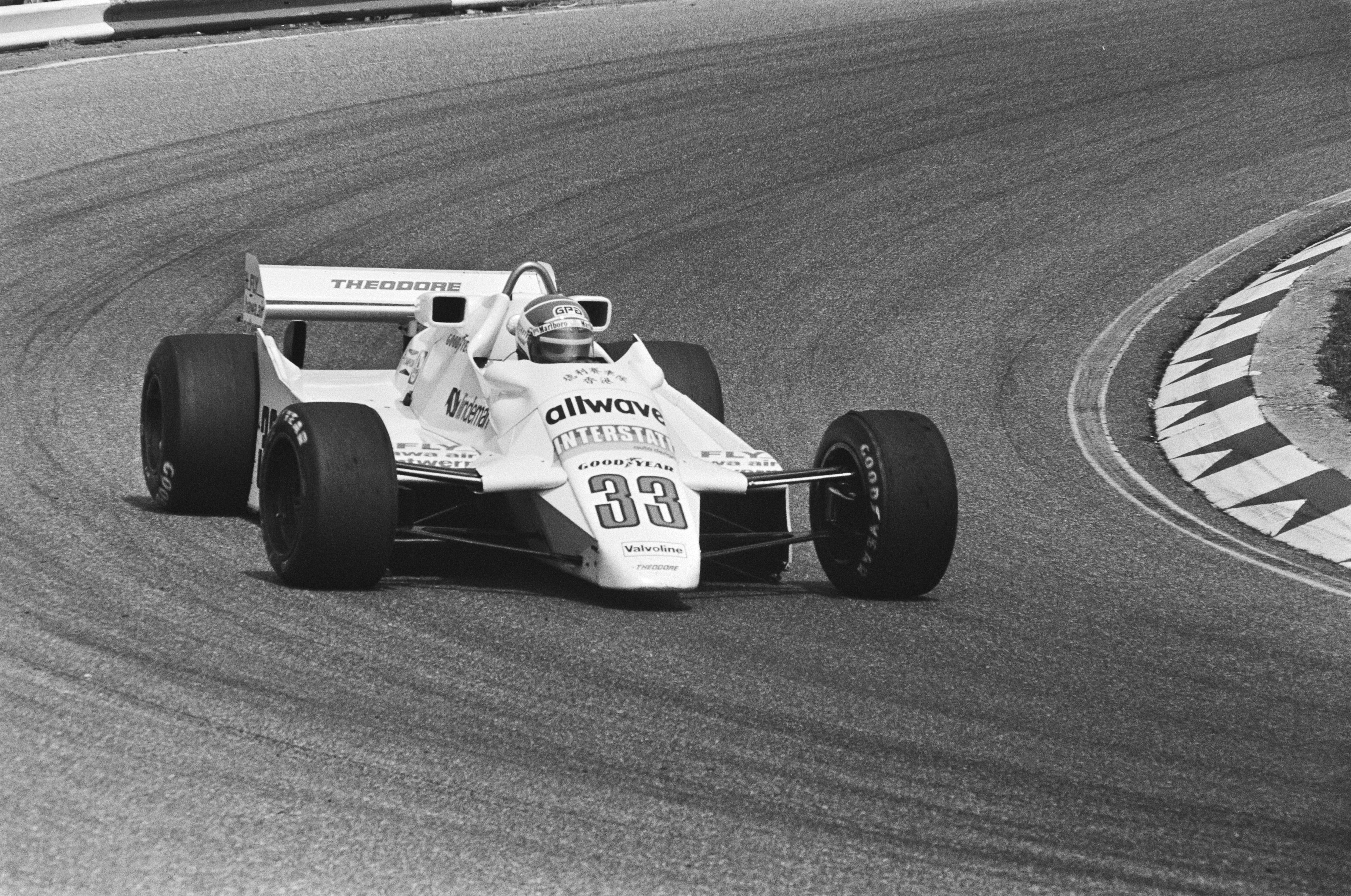
In de Theodore TY02 tijdens de training van de GP van Nederland van 1982.

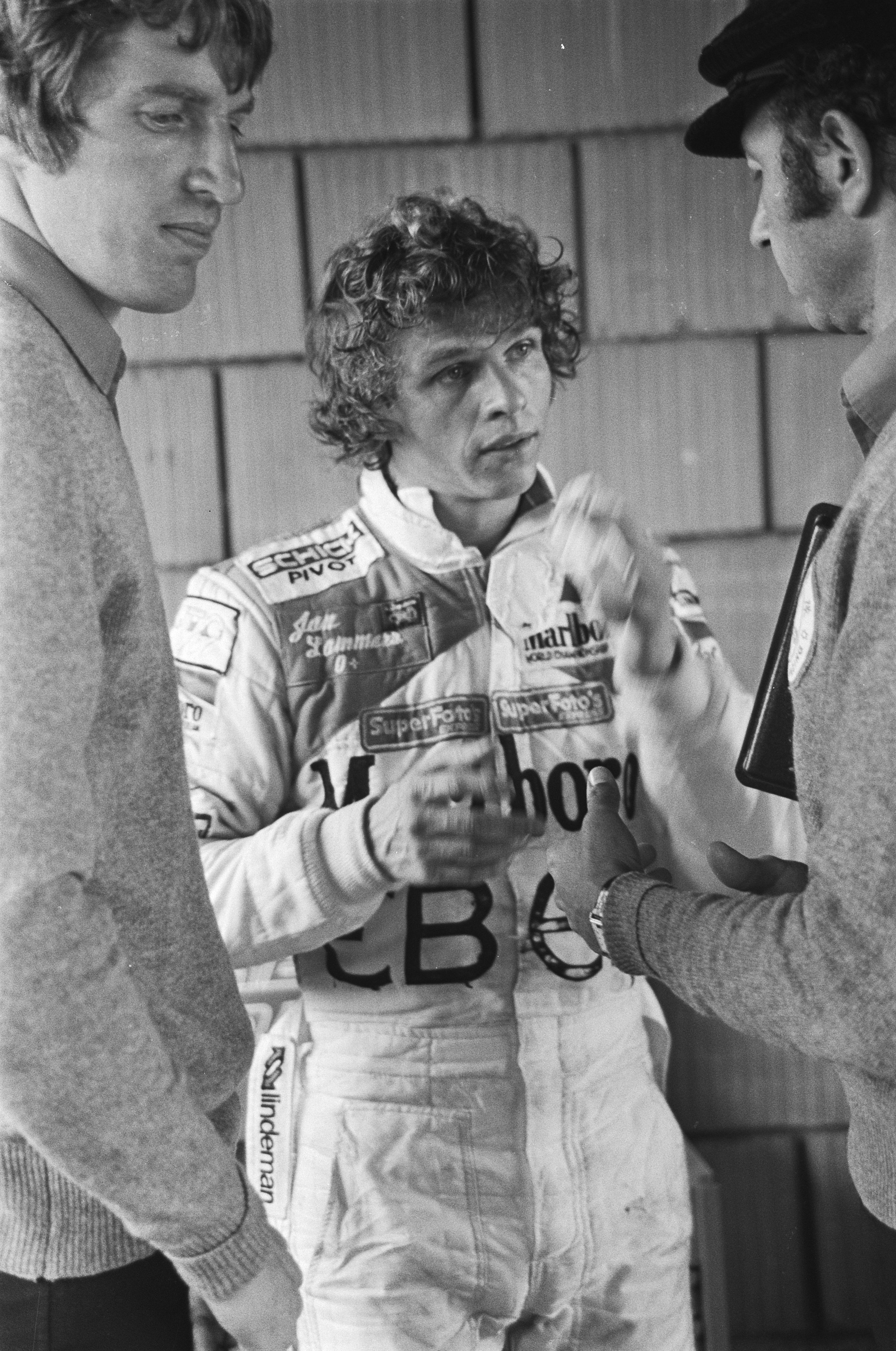
Overleg in de pits tijdens de GP van Nederland van 1982.

In 1982 stapt Lammers over naar Theodore, maar het geldgebrek van het team geeft hem geen kans om te schitteren. Zo blijft de TY02 van Lammers op Monaco een dag op kale velgen staan omdat het team geen banden krijgt. Intussen wordt hij nog steeds gezien als natuurtalent, zodat Renault hem vraagt om de geblesseerde Prost te vervangen in Detroit, maar de WK-leider herstelt op tijd. Lammers keert daarop maar terug naar Theodore, maar nog voor de start van de eerste sessie benadert Ferrari hem om Gilles Villeneuve vanaf Zandvoort te vervangen. Door een speling van het lot blijft het gas van de Theodore tijdens de sessie openstaan, waardoor Lammers de muur raakt en zijn duim breekt. Het gevolg is dat Patrick Tambay het contract met Ferrari tekent. Op Zandvoort zit Lammers daarom niet in de Ferrari: in plaats daarvan rijdt hij zijn (voorlopig) laatste Grand Prix voordat Tommy Byrne het zitje overneemt.
Eind 1985 krijgt Lammers een test van Toleman in Estoril, maar omdat het team geen bandencontract kan krijgen voor 1986, gaan de plannen voor een terugkeer in de Formule 1 in rook op. In 1989 vraagt Tyrrell aan Lammers om Michele Alboreto te vervangen, maar de Nederlander besluit om bij TWR Jaguar te blijven. Tyrrell kiest daarop voor Jean Alesi.
In 1992 maakt Lammers vervolgens een verrassende comeback bij March in de Formule 1 door de laatste twee races van het seizoen voor zijn rekening te nemen – tien jaar na zijn eerste laatste Grand Prix, een recordperiode in de Formule 1. Als vervanger van Karl Wendlinger rijdt Lammers de zesde tijd in de natte vrije training op Suzuka, voordat hij in de race uitvalt met een kapotte versnellingsbak. In Adelaide finisht hij als 12e. Lammers gaat in 1993 graag door met March, maar Ilmor weigert het team een motordeal, tenzij ze hun rekeningen betalen. Zo blijft Lammers een toeschouwer in Kyalami, waarna het team failliet gaat.
Een laatste kans op de Formule 1 strandt als Lammers wordt gecontracteerd door het F3000-team van DAMS. Het Franse team heeft een Formule 1-debuut in 1996 voor ogen, nadat ze in 1995 al hun GD-01 hebben getest. Het project loopt op de klippen als DAMS er niet in slaagt voldoende budget te vergaren.

## Sportscars
Nadat hij genoeg heeft van achteraan starten in de Formule 1 met inferieur materiaal, besluit Lammers om over te stappen naar de sportwagenracerij. Daar wordt hij de volgende drie decennia een vaste waarde, zowel als coureur als teameigenaar. Zijn carrière in Groep C beslaat diverse seizoenen met de privé-Porsche 956 van Richard Lloyd Racing, het fabrieksteam van Jaguar en het fabrieksteam van Toyota, terwijl Lammers in de LMP900- en LMP1-jaren zijn eigen Racing for Holland runt met het Japanse Dome S101-chassis. Zijn laatste bezoeken aan Le Mans vinden in 2017 en 2018 plaats, als hij met de Dallara van Racing Team Nederland in de LMP2 racet, samen met Rubens Barrichello en teameigenaar Frits van Eerd.

### Prototypes
Nadat hij de Formule 1 de rug heeft toegekeerd, begint Lammers zijn carrière in het World Sportscar Championship in 1983 bij Richard Lloyd Racing. Daar behaalt hij samen met Thierry Boutsen, Keke Rosberg en Jonathan Palmer diverse podiumplaatsen. Hij wordt zesde bij zijn debuut op Le Mans. In 1984 wordt hij vast gekoppeld aan Palmer. In de 956 in Canon-kleuren verslaan ze fabrieksauto's op Brands Hatch. De twee voegen daar podiumplaatsen aan toe op Monza, de Nürburgring, Sandown Park en Imola. Op Le Mans vallen ze uit in winnende positie.

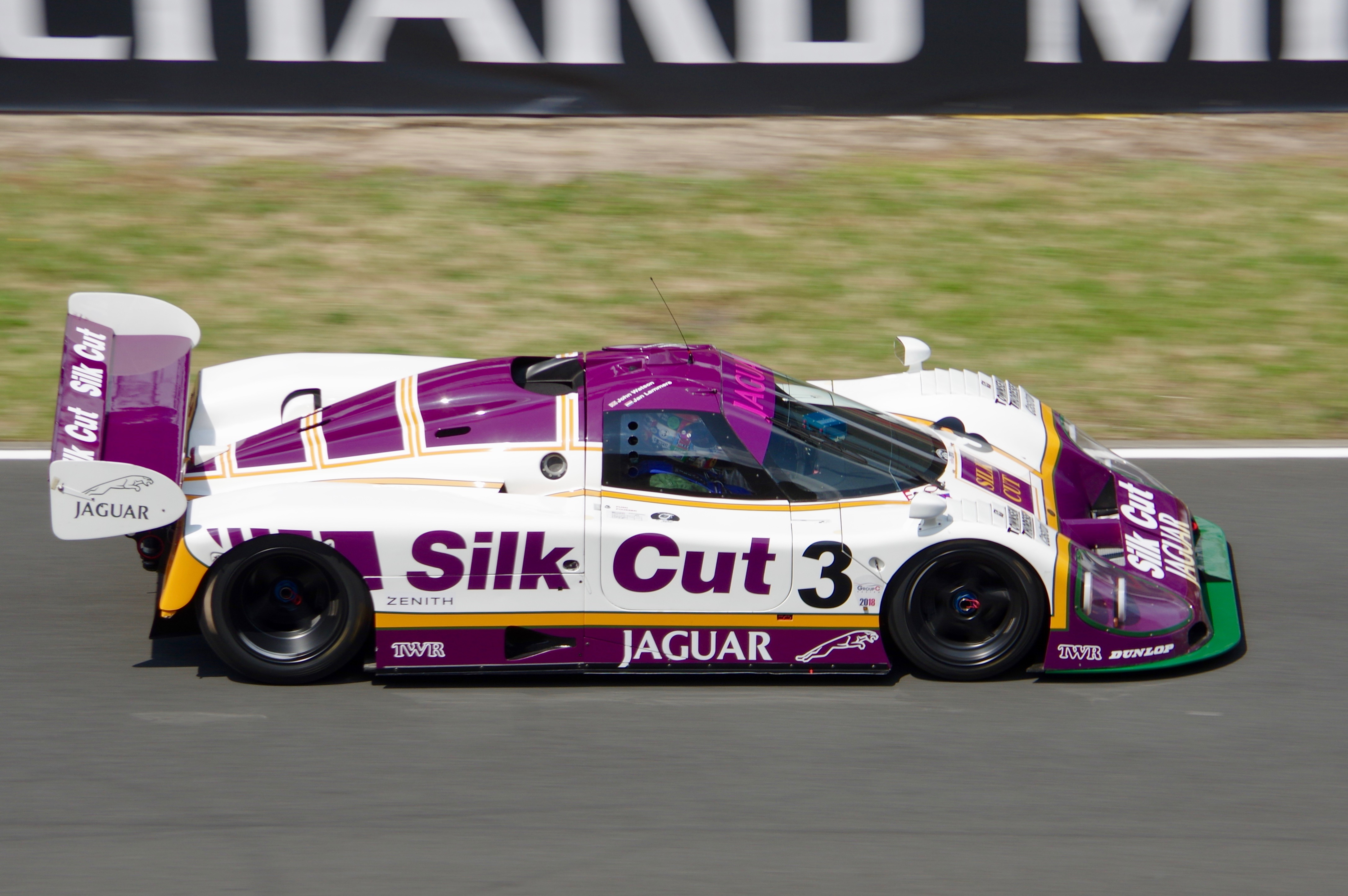
Met John Watson in de Silk Cut Jaguar XJR-9.

Halverwege het seizoen wordt Lammers gescout door Tom Walkinshaw bij TWR Jaguar. Bij zijn debuut voor het team, op een bloedheet Shah Alam in Maleisië, brengt hij de Jag als tweede over de finish. Intussen maakt hij zijn IMSA GTP-debuut in een March-Buick in Miami, met Roberto Guerrero als teamgenoot. Tijdens de 24 uur van Daytona in 1986 rijdt hij met de BF Goodrich Porsche 962 op weg naar de winst als zijn remmen het begeven. Dat heeft een flinke crash tot gevolg, waar hij gelukkig zonder kleerscheuren aan ontsnapt. Later in het seizoen, als zijn veelbelovende IndyCar-avontuur door toedoen van de teleurstellende Eagle in de knop wordt gebroken, lokt Walkinshaw Lammers snel terug naar TWR. De Nederlander is meteen competitief met een tweede plaats op Spa en een derde op Jerez, voordat hij in IMSA GTP voor Nissan gaat racen op Watkins Glen.
In 1987 wordt Lammers bij TWR Jaguar – inmiddels gesponsord door Silk Cut – fabrieksrijder en krijgt hij Grand Prix-veteraan John Watson als co-equipier. Ze winnen op Jarama, Monza en Fuji en behalen podiumplaatsen op Silverstone, Brands Hatch en Spa. In Le Mans crasht derde rijder Win Percy hun auto uit de race. Door teamorders eindigen Lammers en Watson als tweede in het kampioenschap.
1988 wordt Lammers' meest succesvolle seizoen in de Groep C. Samen met ex-Formule 1-coureur Johnny Dumfries (ex-Lotus) finishen ze als tweede in Spa en als derde in Brno, waarna ze gezelschap krijgen van Andy Wallace tijdens de 24 uur van Le Mans. Lammers rijdt 13 uur lang en vormt daarmee het ankerpunt voor een alom populaire overwinning voor TWR Jaguar, de eerste Le Mans-zege voor het merk sinds 1957. Hiervoor ontvangt hij de gelukwensen van koningin Elizabeth II en wordt hij beloond met de titel van erelid van de BRDC. In IMSA maakt Lammers deel uit van het viertal dat de 24 uur van Daytona wint, nadat hij is overgezet van zijn uitgevallen auto. Samen met Martin Brundle, Raul Boesel en John Nielsen wint hij de race. Met zijn reguliere teamgenoot Davy Jones wint Lammers ook op Del Mar en eindigt hij op het podium in West Palm Beach, Mid-Ohio en Sears Point.

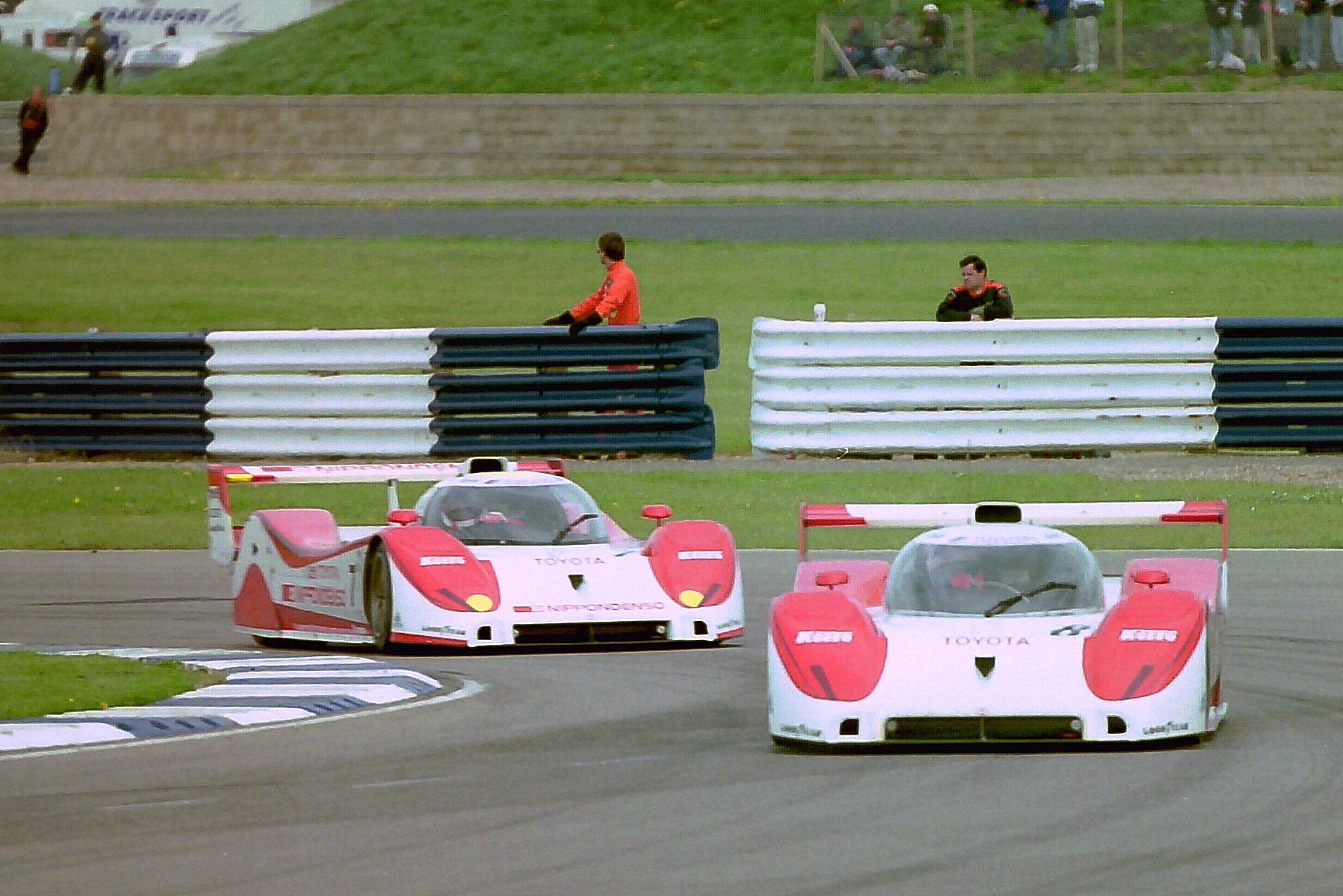
De Toyota TS010 van Jan Lammers/Andy Wallace op Silverstone in 1992, met daarachter de auto van teamgenoten Geoff Lees/Hitoshi Ogawa.

In 1989 worden de Jaguars overklast door de wederopstanding van Mercedes, zodat Lammers samen met Patrick Tambay niet verder komt dan een tweede plaats op Jarama. In de VS is Lammers succesvoller: hij wint op Portland en Del Mar, wordt tweede in de 24 uur van Daytona, Lime Rock, Mid-Ohio en Road America en derde op Sears Point en Topeka. Het jaar daarop wint Lammers opnieuw de 24 uur van Daytona, dit keer samen met Andy Wallace en Davy Jones, en wordt hij derde in de 12 uur van Sebring. In de WSC blijkt Jaguars nieuwe turbomotor echter snel maar onbetrouwbaar, en samen met Wallace behaalt Lammers niet meer dan twee tweede plaatsen. Jaguar schakelt voor Le Mans over op de beproefde atmosferische V12, maar Lammers komt in de tweede Jaguar over de streep, na een inhaalrace vanwege een eerdere crash van teamgenoot Franz Konrad.
Na zijn keuze voor Toyota besluit Lammers in de coulissen af te wachten tot het nieuwe programma in 1992 op gang komt. In het wereldkampioenschap, nu gekoppeld aan Geoff Lees, behaalt Lammers twee podiumplaatsen: tweede op Suzuka en derde op Magny-Cours. In het Japanse sportwagenkampioenschap zorgen twee overwinningen in Fuji en Mine voor een nieuwe titel voor de Nederlander. Er volgt nog één Toyota-optreden in 1993, met een zesde plaats voor de Japanse constructeur in de 24 uur van Le Mans.

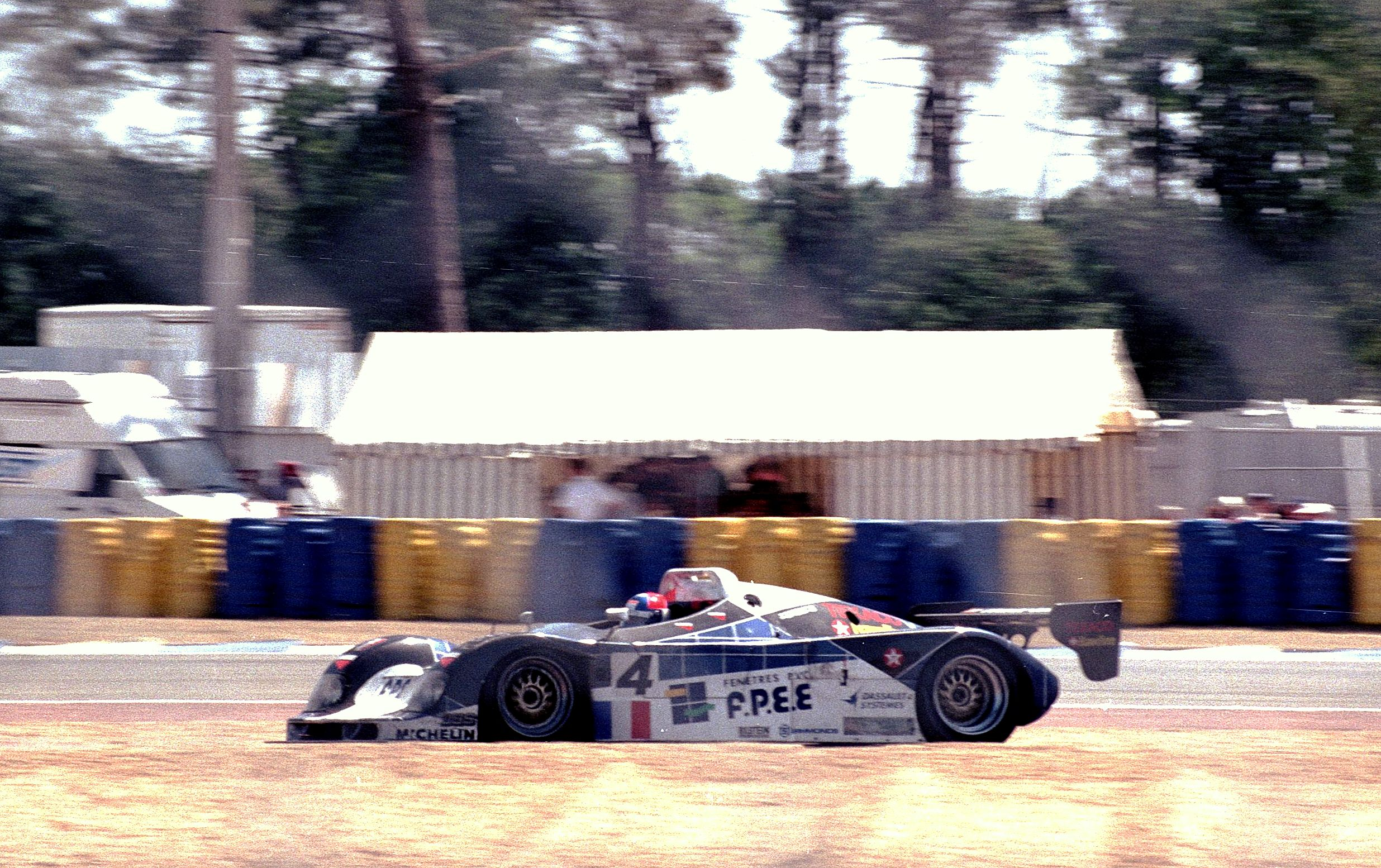
Met Mario Andretti en Derek Warwick in de Courage-Porsche C36 op Le Mans in 1996.

In 1995 keert Lammers terug naar IMSA om in de Auto Toy Store Spice-Chevrolet SE90 deel te nemen aan Daytona en Sebring. Met Andy Wallace wint hij de 12 uur van Sebring, maar door een fout in de tijdwaarneming wordt de equipe van Fermín Velez/Andy Evans/Eric van de Poele in een Ferrari 333SP uit tot winnaar uitgeroepen. Als gastrijder eindigt Lammers samen met Derek Warwick en Mario Andretti in een Courage-Porsche C36 als zesde in de 24 uur van Le Mans van 1996.
In 1999 en 2000 keert Lammers terug naar de prototypes als Konrad Motorsport overstapt naar de LMP-klasse met een Lola B98/10 met Ford-motor, gevolgd door een B2K/10. In de VS gaat hij voor J&P Motorsports racen met een Panoz LMP-1 Roadster-S. Intussen gaat hij verder met de opbouw van zijn eigen team voor 2001. Bij Konrad dient de samenwerking met landgenoten Tom Coronel en Peter Kox als voorbode daarvan.

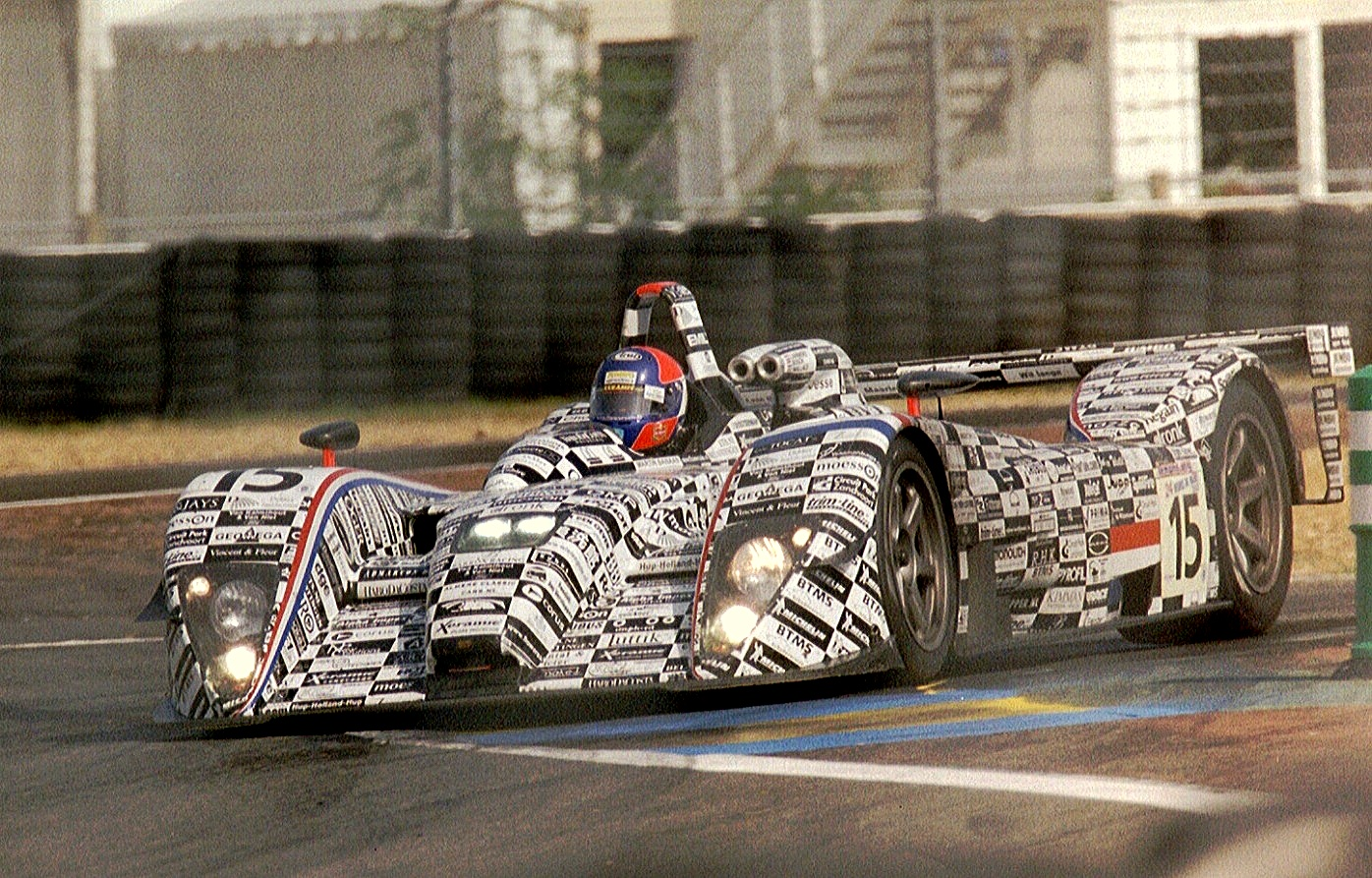
De Dome S101 van Jan Lammers/Andy Wallace/John Bosch in de Ford-chicane op Le Mans in 2003.

In 2001 gaat voor Lammers een nieuw tijdperk van succes in de sportwagens van start. Daarvoor haalt hij zijn banden met de Japanse fabrikant Dome opnieuw aan: hun nieuwe S101 met Judd-motor zet hij in voor het nieuwe FIA Sportscar Championship en de 24 uur van Le Mans. De jonge, in Nederland geboren, maar met Belgische licentie rijdende Val Hillebrand wordt zijn teamgenoot. Voor Le Mans biedt de Nederlander kleine zwarte en witte vlakjes op de carrosserie van de Dome aan kleine, particuliere sponsors aan. Daardoor krijgt de auto het uiterlijk van een rijdende geblokte vlag. Een bijdrage van 2200 euro is genoeg om sponsor van Racing for Holland te worden. Lammers en Hillebrand domineren de laatste ronde van het kampioenschap en gaan zo het nieuwe seizoen in als duidelijke favorieten. Op Le Mans mengen ze zich tussen de Audi's. Met drie overwinningen en vijf podiumplaatsen pakken Lammers en Hillebrand in 2002 inderdaad de titel in de hoogste SR1-klasse, om het in 2003 dunnetjes over te doen, met nog eens drie overwinningen en vijf podiumplaatsen. Intussen racet Lammers in 2002 op Daytona met de Crawford SSC2K en tekent hij voor Champion om in hun Audi R8 derde te worden op Sebring.
Als het FIA Sportscar Championship na 2003 ten einde komt, gaat de Dome nog wel verder op Le Mans. Daar wordt Lammers in 2004 zevende, samen met Elton Julian en landgenoot John Bosch. Hetzelfde trio kopieert dat resultaat in 2005. In de tussentijd is de Nederlander gastrijder bij Doran-Lista om daar vierde te worden in de 24 uur van Daytona van 2004 en ook bij Dyson Racing in Sebring en de Petit Le Mans, waarbij hij in de laatstgenoemde race als derde eindigt. In de 24 uur van Daytona in 2005 stapt Lammers intussen in de Howard-Boss Motorsports Crawford DP03 om met een derde plaats opnieuw een podium op te eisen. De tweede samenwerking van Howard-Boss in 2006 levert geen resultaten op.
De start van de Le Mans Series in 2005 zorgt voor de inschrijving van Racing for Holland voor diverse rondes in 2005, 2006 en 2007, maar de Dome blijkt te zijn voorbijgestreefd door recentere LMP1-ontwerpen. Nadat hij het team heeft opgedoekt en tot ver in het volgende decennium doorgaat met het afbetalen van de schulden, keert Lammers in 2008 terug als in te huren professional. In een LMP2-seizoen dat wordt gedomineerd door Jos Verstappen en de Van Merksteijn Porsche RS Spyder, eindigt Lammers met de RS Spyder van het Zwitserse Horag-Lista-team als vierde in de klasse, samen met teamgenoot Didier Theys. In 2008 op Le Mans voegt hij zich bij Greg Pickett en Klaus Graf in de Charouz Racing System Lola-Judd B07/17, maar de auto haalt de finish niet.

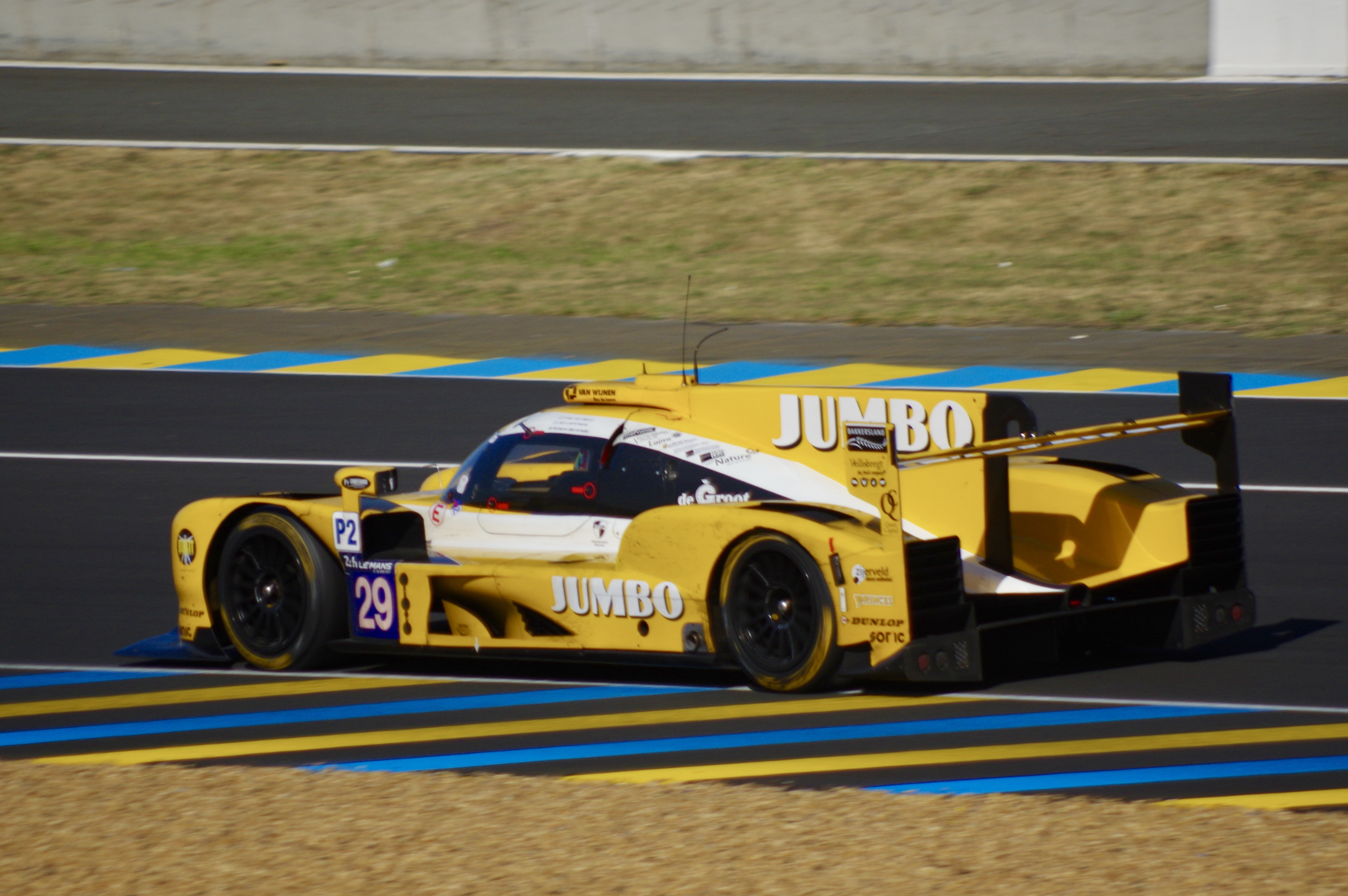
In de Dallara-Gibson P217 met Rubens Barrichello en Frits van Eerd.

Lammers besluit in 2010 om zich deels als actieve coureur terug te trekken. Hij rijdt bij Hope Racing nog wel met de experimentele ORECA 01 met SwissHyTech Hybrid-motor. In 2016 rijdt hij één Le Mans Cup-ronde in de Ligier-Nissan JSP3 van Racing Team Holland, maar het duurt tot 2017 voordat hij voor de laatste keer zijn opwachting maakt op het hoogste niveau van de prototype-racerij op topniveau. Dan tekent hij voor drie jaar bij Racing Team Nederland, het team dat wordt gefinancierd door Frits van Eerd, bestuursvoorzitter van de Nederlandse supermarktketen Jumbo. Met hun Dallara-Gibson P217 nemen Lammers en Van Eerd in de LMP2-klasse deel aan een volledig seizoen van de European Le Mans Series. Een zevende en achtste plaats zijn hun beste resultaten. In 2018 en 2019 fungeert Lammers op Le Mans als derde rijder voor Van Eerd en Giedo van der Garde, voordat het doek definitief valt. Zijn actieve carrière is voorbij.

### GT's
Na het mislukte Formule 1-project sluit Lammers zich in 1996 aan bij Lotus Racing in het BPR Global GT. Het GTI-team wordt geleid door landgenoot Toine Hezemans, samen met Ian Foley en George Howard-Chappell, en rijdt met twee Lotus Esprit V8’en in de GT1-categorie. Alex Portman, Perry McCarthy, Chris Goodwin, Andy Wallace, Fabien Giroix en Mike Hezemans zijn gedurende het seizoen zijn teamgenoten. Lammers pakt de pole op de Nürburgring en een de tweede plaats op Silverstone, maar verder blijkt de auto onbetrouwbaar. In 1997 wordt de opvolger, de Lotus Elise GT1, in het eerste FIA GT-kampioenschap overschaduwd door McLaren-BMW en Mercedes en na de overname van Lotus door Proton wordt het GT1-programma snel opgedoekt.

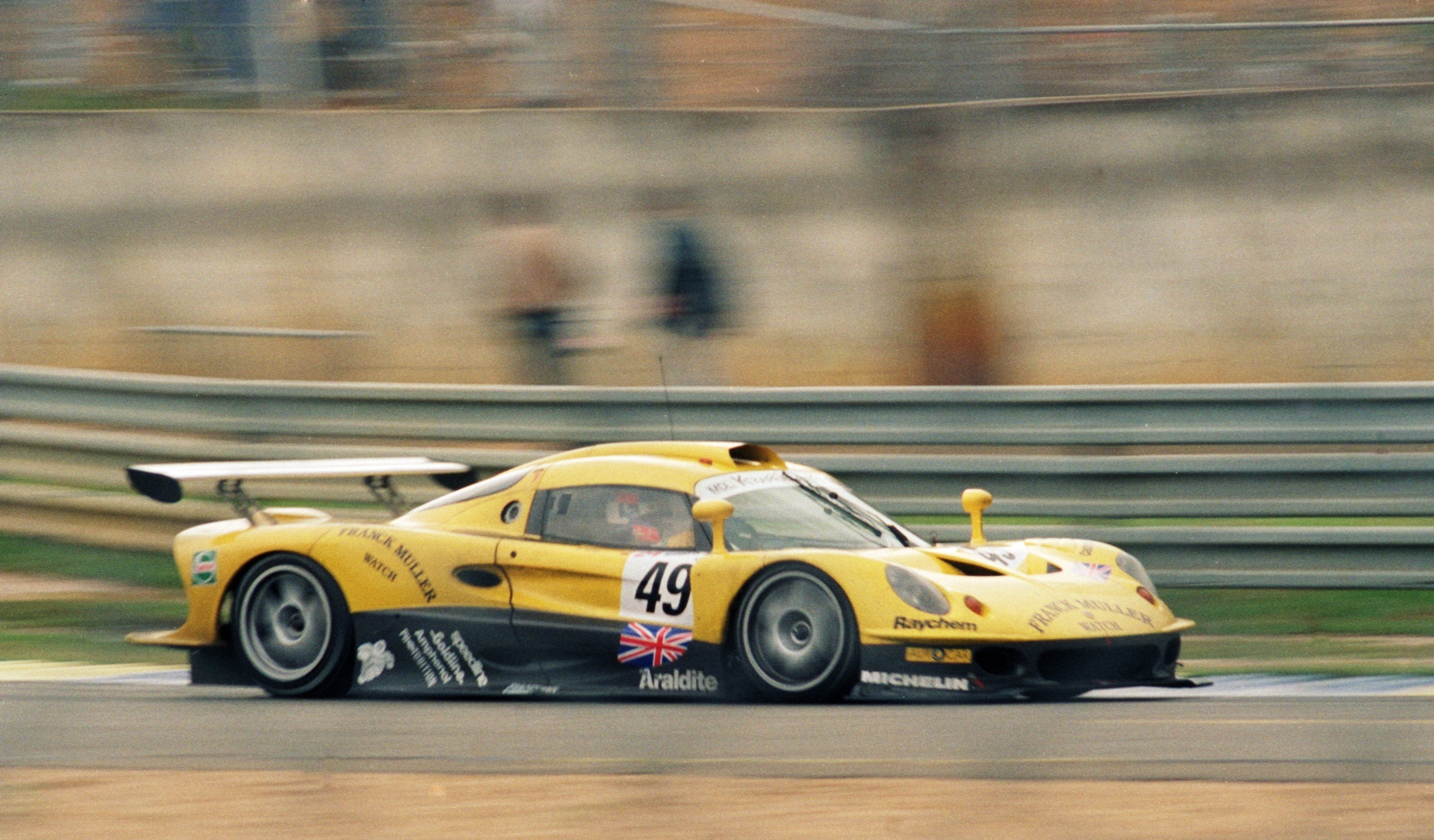
Met Mike Hezemans en Alexander Grau in de Lotus Elise GT1 op Le Mans in 1997.

In 1998 racet Lammers in de Bitter GT1 voor Team Hezemans voordat hij overstapt naar GT2 met Roock Racing en Konrad Motorsport. Daarnaast helpt hij Nissan met de ontwikkeling van de nieuwe R390 GT1. In Le Mans eindigt hij samen met Erik Comas en Andrea Montermini als zesde, maar de Nissans worden verslagen door de Porsche 911 GT1. Later in het seizoen keert Lammers terug naar Konrad om een 911 GT2 te delen met Franz Konrad in de Petit Le Mans. Op Laguna Seca rijden ze samen naar een klasseoverwinning.
Na een GT-pauze van vijf jaar rijdt de Nederlander voor Prodrive de Ferrari 550 Maranello in de Petit Le Mans van 2003, met een vierde plaats in de GTS-klasse als resultaat. In 2008, nadat hij de deuren van zijn eigen team heeft gesloten, doet Lammers enkele gastoptredens in de GT-racerij, waaronder de 24 uur van Spa in de Lamborghini Murciélago R-GT van IPB-Spartak. Intussen doet hij met landgenoot Marius Ritskes een volledig seizoen ADAC GT in de Lamborghini Gallardo GT3 van Reiter Engineering, met drie tweede plaatsen als beste resultaten. In 2009 gaat het duo verder onder de vlag van Racing Team Holland (niet te verwarren met Racing for Holland), maar het lukt niet meer om punten te scoren. Een eenmalig optreden op Spa in de Ford Mustang FR500C GT4 van het team blijft vervolgens uit.
Nog één GT4-optreden vindt plaats in 2016 met een Ginetta G55 GT4 in de 24 uur van Paul Ricard voor Team Africa Le Mans. Lammers’ laatste twee GT-races vinden plaats tijdens zijn afscheidsweekend in Le Mans in 2019. Daarin deelt hij een Bentley Continental GT3 met Greg Mills voor hetzelfde Team Africa Le Mans.

## Andere kampioenschappen

### IndyCar
In 1985 grijpt Lammers de kans aan om met AMI Racing zijn IndyCar-debuut te maken. Door zijn sterke prestaties in de March-Cosworth 85C van het kleine team wordt hij opgepikt door het grote Forsythe-Green, waarvoor Lammers in de laatste drie races van het seizoen met een Lola-Cosworth T800 en T900 rijdt. De Nederlander scoort meteen punten met een vijfde plaats in Laguna Seca. In Miami strijdt Lammers zelfs met Danny Sullivan voor de overwinning, totdat hij tegen het einde in de fout gaat. Zijn prestaties leiden ertoe dat Dan Gurney Lammers voor het seizoen 1986 tekent als eerste coureur van All-American Racers, maar de Eagle GC86 blijkt dat jaar niet competitief en Gurney trekt het team nog vóór de Indianapolis 500 terug. De overstap voor drie races op een GC86 van Machinists Union later in het seizoen resulteren in een achtste plaats op Laguna Seca en een negende plaats in Miami.

### F3000
In 1986 bewijst Lammers zijn ultieme veelzijdigheid, want hij racet in IndyCars, de WSC en Formule 3 terwijl hij ook ingaat op een F3000-aanbod van Eddie Jordan Racing om Russell Spence te vervangen in de March-Cosworth 86B van het team. Zijn enige optreden op het circuit van Le Mans-Bugatti resulteert in een 11e plaats.
In 1991 is Lammers in Japan in afwachting van Toyota’s nieuwe sportwagenprogramma. In de tussentijd helpt hij Dome met de ontwikkeling van hun nieuwe F3000-auto, de F102 met Mugen-motor. Lammers wordt beloond met een eenmalig optreden op Suzuka, waarin hij derde wordt. Het blijft zijn enige deelname aan het Japanse F3000-kampioenschap.
Meer F3000 volgt in 1993 nadat zijn Formule 1-deal met March niet doorgaat. Lammers accepteert het aanbod van het Italiaanse team Il Barone Rampante om daar in de voetsporen van Rubens Barrichello te treden. Zijn beste resultaat is een vierde plaats op Enna, voordat het team voor het einde van het seizoen de deuren sluit.
Twee jaar later keert Lammers bij het Vortex-team van de Nederlandse transportmagnaat Henny Vollenberg terug in de F3000. Hij wint de Zuid-Afrikaanse GP voor F3000-auto’s op Kyalami, waarbij hij Kenny Bräck en teamgenoot Tarso Marques verslaat. Daarna rijdt hij nog drie Europese rondes voor Vortex, voordat hij afscheid neemt van het team nadat sleutelpersoneel besluit om het zinkende schip te verlaten.

### Macau GP
Lammers maakt in 1985 een verrassende rentree in de Formule 3. In de Macau GP verschijnt hij aan de start met een Ralt-Volkswagen RT30 van Intersport Racing. Daarbij brengt hij vele vaste F3-deelnemers in verlegenheid door zich als derde te kwalificeren en ook op die positie te eindigen. In 1986 herhaalt hij dit trucje met de Ralt RT30 van Murray Taylor Racing: hij wordt opnieuw derde. In 1987 keert Lammers terug naar Intersport, nu om zelfs tweede te worden in hun Ralt-Toyota RT31. Daarbij klimt hij op vanaf de 11e plaats op de startopstelleing. In zijn laatste Macau-optreden is in 1988, opnieuw met Intersport, weet hij zijn Ralt-Toyota RT32 vanaf de 17e startplaats naar de zesde plaats te tillen.

### BTCC

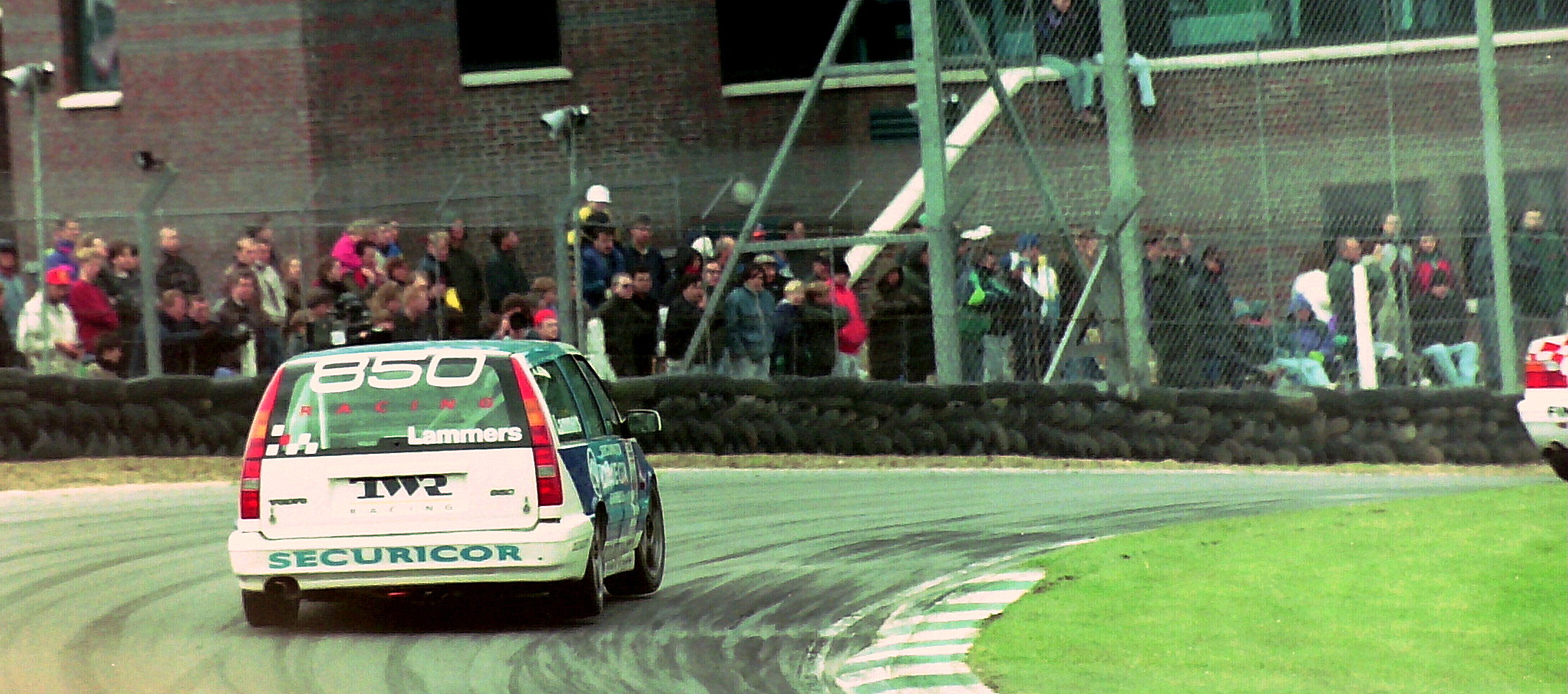
In de Clark Curve op Brands Hatch: de Volvo 850 Estate van het BTCC in 1994.

Na zijn ongelukkige seizoen 1993 maakt Lammers een verrassende overstap naar de toerwagens. Het is het bloeiende Super Touring-tijdperk in het BTCC en bij zijn oude vrienden van TWR wordt hij teamgenoot van Rickard Rydell. De Volvo 850 SE is door zijn stationwagon-vorm een heuse publiekstrekker, maar mist snelheid. Lammers weet niet hoger dan vijfde te eindigen.

## Cupwedstrijden

### BMW Procar
In 1980, tijdens zijn tijd bij ATS en Ensign, neemt Lammers deel aan het tweede seizoen van de BMW M1 Procar Series. Deze wedstrijden worden tijdens Grand Prix-weekenden verreden en verschillende Grand Prix-coureurs zoals Jones, Lauda, Pironi en Piquet maken deel uit van het programma. Lammers wint de openingsrace op Donington Park, wordt tweede op de Avus en de Norisring, start vanaf pole position op Monaco en is de titelfavoriet totdat Hans-Joachim Stuck hem van de baan rijdt op Imola.

### Renault 5 Turbo Cup
In zijn laatste Formule 1-seizoen wordt Lammers een vaste waarde in de Europese Renault 5 Turbo Cup, waarin hij Renault Nederland vertegenwoordigt en één overwinning behaalt. In 1983 zet hij zijn aanwezigheid in de klasse voort, om met vier overwinningen het kampioenschap te behalen. In 1984 herhaalt hij dat kunstje op nog dominantere wijze door via acht overwinningen naar de titel te sturen.

### Grand Prix Masters
In 2005 en 2006 zien de Grand Prix Masters het licht als eenheidsklasse voor voormalige Formule 1-coureurs. Lammers neemt deel aan het enige evenement van 2005 en wordt negende op Kyalami. Hij neemt ook deel aan beide evenementen van 2006, waarbij hij zevende wordt op Losail en uitvalt op Silverstone.

### VW Scirocco R-Cup
Nadat hij zich al heeft teruggetrokken als fulltime professional, neemt Lammers in drie seizoenen (2010, 2011 en 2013) deel aan vier races van de VW Scirocco R-Cup, met een negende plaats in de ronde van Hockenheim in 2013 als zijn beste resultaat.

## Andere activiteiten

### Rally's

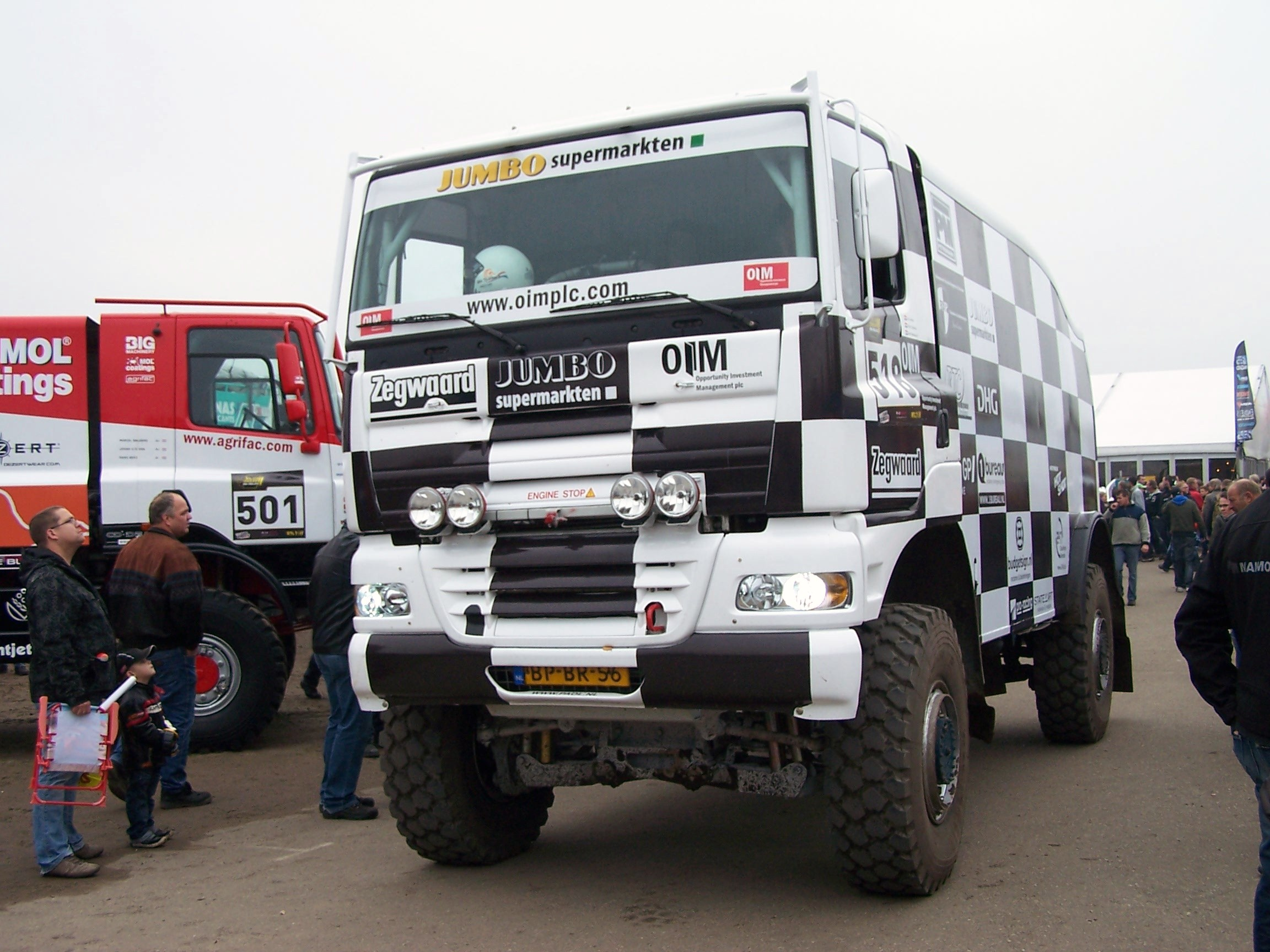
Ginaf X2222 4x

Als verder bewijs van zijn veelzijdigheid laat Lammers zich in 1979 zien in de Nederlandse Tulpenrallye, als rijder voor het Opel Dealer Team. Ruim twee decennia later wordt hij in 2010 uitgenodigd om mee te doen met het Dakar-avontuur van Frits van Eerd. Lammers hoeft niet lang te denken en neemt de uitdaging aan. Lammers rijdt met een Ginaf X-2222 voor het Jumbo Rally Team en wordt technisch ondersteund door GINAF Rally Service. Lammers rijdt zijn eerste editie van Dakar 2010 niet uit, hij strandt in etappe 7. In Le Dakar 2011 komt Lammers voor het Ginaf Rally Power-team uit, wederom met een Ginaf X-2222. Hij finisht deze keer als 19e. In 2012 neemt Lammers deel aan Le Dakar 2012 met zijn eigen team, met een vrachtwagen waarin hij opnieuw het 'blokjesconcept' omarmt: de vrachtwagen is gespoten in de zwart-witte blokken van een finishvlag, waarbij elk zwart of wit vlak gevuld kan worden met een sponsor. Dit concept heeft Lammers al meerdere keren uitgevoerd met zijn Racing for Holland-team in de 24 uur van Le Mans. Ook dit jaar wordt Lammers technisch ondersteund door GINAF Rally Service.
| Jaar | Naam Rally / Route                                 | Startnummer | Team               | Merk/Type                      | Positie Trucks Overall  | Totale Rijtijd Start/Finish(Afstand Totaal/Special) |
| 2010 | Le Dakar Buenos Aires - Antofagasta - Buenos Aires | 522         | Jumbo Rally Team   | Ginaf X2222 4x4 wedstrijdtruck | uitgevallen in etappe 7 | 00h00'00"(9030/4810)                                |
| 2011 | Le Dakar Buenos Aires - Arica - Buenos Aires       | 521         | Ginaf Rally Power  | Ginaf X2222 4x4 wedstrijdtruck | 19e plaats              | 122h14'22"(8697/4222)                               |
| 2012 | Le Dakar Mar del Plata - Copiapó - Lima            | 528         | Racing for Holland | Ginaf X2222 4x4 wedstrijdtruck | 33e plaats              | 82h38'31"(8333/4151)                                |
| 2013 | Le Dakar Lima - San Miguel de Tucuman - Santiago   | 523         | Racing for Holland | Ginaf X2222 4x4 wedstrijdtruck | 25e plaats              | 54h24'10"(8121/3541)                                |
| 2014 | Le Dakar Rosario - Salta / Uyuni - Valparaíso      | 526         | Racing for Holland | Ginaf X2222 4x4 wedstrijdtruck | uitgevallen in etappe 4 | 00h00'00"(9188/5212)                                |

## Teambaas
Naast zijn carrière als professioneel coureur is Lammers drie keer als teambaas van zijn eigen team in actie gekomen.

### Vitaal Racing
Tussen 1989 en 1991 leidt Lammers zijn door Opel Dealerteam Holland ondersteunde Vitaal Racing in de Formule Opel Lotus. In zijn eerste jaar gaat hij in zee met Marlboro Challenge-winnaar Peter Kox. Samen winnen ze de EFDA Opel Lotus Euroseries en het Benelux-kampioenschap. In 1990 neemt Lammers nog een Marlboro Challenge-winnaar in dienst als Marcel Albers promoveert uit de Formule Ford. Het resultaat is de zesde plaats in de Europese eindstand.

### Racing for Holland
De oprichting van Racing for Holland aan het begin van de 21e eeuw blijkt het begin van Lammers’ laatste periode van succes op het hoogste niveau in de sportwagens. Met de Dome-Judd S101 pakt Racing for Holland in 2002 en 2003 twee opeenvolgende titels in het FIA Sportscar Championship. Ze rijden vervolgens tot 2007 met de Dome door. Lammers doet later de naam Racing for Holland – en een soortgelijk sponsorprogramma – herleven voor drie van zijn Dakar-deelnames.

### A1GP

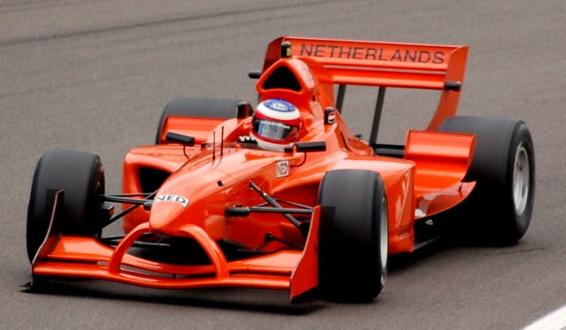
Jeroen Bleekemolen voor Nederland in de A1GP.

Het team staat niet bekend als Racing for Holland als zodanig, maar het is tussen 2005 en 2009 verantwoordelijk voor de Nederlandse deelname aan de A1 Grand Prix. Lammers begint met Jos Verstappen als coureur, die in het openingsseizoen 2005-‘06 een overwinning pakt op Durban. Jeroen Bleekemolen fungeert dat seizoen nog als reservecoureur, maar kruipt in 2006-‘07 in de hoofdrol en wint de race door de straten van Peking. Renger van der Zande neemt zijn plaats in als reservecoureur en neemt zelf deel aan drie races. Bleekemolen gaat door in 2007-‘08, nu ondersteund door Arie Luyendyk Jr. De A1GP-organisatie verruilt vervolgens haar goedkope Lola-Zytek-chassis op Avon-banden voor gloednieuwe Ferrari-auto's met Michelin-banden en gaat in het laatste seizoen 2008-’09 failliet. In dat seizoen zitten Robert Doornbos en Jeroen Bleekemolen om beurten achter het stuur. Ze winnen elk een sprintrace op weg naar de vierde plaats voor Nederland in het eindklassement.

## Nieuwe rol

### Dutch GP
Na zijn besluit om na het seizoen 2019 volledig met rijderspensioen te gaan, neemt Lammers snel een andere taak op zich: hij begint als sportief directeur bij de organisatie die is opgericht om de GP van Nederland op Zandvoort nieuw leven in te blazen. Vanaf 2020 fungeert Lammers als méér dan alleen ambassadeur van het evenement. Na een door Covid veroorzaakt uitstel in 2020 wordt de Nederlandse droom in 2021 eindelijk gerealiseerd, met de eerste Nederlandse GP sinds 1985.

## Persoonlijk
Lammers heeft twee kinderen uit zijn huwelijk met Fardous Hashem, dochter Sumaya en zoon Rayan. 
Lammers heeft sinds 2001 een relatie met Mariska Hoyinck. Samen kregen zij een zoon, René.

## Jan als stripheld
Lammers heeft een kleine rol in een aantal stripboeken van Jean Gratons Michel Vaillant.

## Boeken
- Hans van der Klis, Dwars door de Tarzanbocht: de dertien Nederlandse Formule 1-coureurs. Amsterdam, 2007 (3e ed.), p. 98-115
- Koense, Mark (2020). Jan Lammers, De biografie van een leven met 300 km/h. Amgini Autosport Store, 2020
- Coo Dijkman, Jantje. Hilversum, Fleetstreet, 1979